# Manuel Segura López
Manuel Segura López o Manuel de la Virgen del Pilar Sch. P. (Almonacid de la Sierra, 22 de enero de 1881-Gabasa, 28 de julio de 1936) fue un sacerdote escolapio español de la comunidad de Peralta de la Sal, mártir durante la Guerra Civil de España en 1936, venerado como beato en la Iglesia católica.

## Biografía
Tras el fallecimiento de su padre, Manuel Segura ingresó como fámulo en el colegio de las Escuelas Pías de Zaragoza y en 1899 solicitó el ingreso en la Orden, iniciando el noviciado en el mes de noviembre en Peralta de la Sal. Profesó el 18 de agosto de 1901 y el día 22 ya estaba en Irache para comenzar sus dos cursos de Filosofía. A continuación pasó al colegio de Alcañiz donde cursó los tres cursos de Teología y pedagogía y el 24 de noviembre de 1906 emitió la profesión de los votos solemnes.
Trasladado al colegio de Barbastro, el 21 de diciembre del mismo año recibió la tonsura y las órdenes menores y al día siguiente, el subdiaconado. El día 16 de marzo de 1907 el diaconado. Y el 25 de mayo de ese mismo año el orden sacerdotal. Del colegio de Barbastro, pasó al colegio de Tamarite de Litera, donde estuvo durante cuatro cursos, tres más en el colegio de Alcañiz y un último en Pamplona.
Pasa al colegio de Tafalla como ayudante del Maestro de Postulantes, hasta que en 1922, el postulantado se traslada a la Torre de Cascajo en Zaragoza y allá que se va el P. Manuel, donde permanecerá durante diez años.
En 1931 llega a Peralta de la Sal, su último destino, como ayudante del Maestro de Novicios que era el P. Faustino Oteiza Segura y como vicerrector de la casa, siendo rector el P. Manuel Arellano.
Debido a la precaria salud del P. Oteiza, en 1934 intercambiaron los papeles, pasando el P. Segura a ser Maestro de Novicios.

## Martirio
La tarde del 23 de julio de 1936 se presentaron delante del colegio un grupo de unos cuarenta extremistas llegados desde la cercana localidad de Binéfar con intención de incendiar el colegio y asesinar a los religiosos. El Padre Rector, reunió a la comunidad y les puso al corriente de la situación.
En ese momento, el P. Segura se asomó a la ventana y mandó subir a los postulantes que estaban jugando en el patio y explicó a los postulantes y a los novicios la situación y añadió:

«Todos los que lleven sotana que se la quiten y se vistan de paisano».

Entraron en la capilla del noviciado, y les dijo claramente:

«Puede que en breves momentos tengamos que comparecer ante el divino Juez. Preparad vuestras almas con una sincera contricción. Y yo os doy la absolución.»

Desde el colegio fueron todos conducidos a Casa Llari, convertida en prisión provisional y al día siguiente, el Padre Dionisio Pamplona Polo fue conducido a Monzón y ya no le volverían a ver.
El P. Segura envió a D. Carlos Dosantos y a D. Eugenio Cardona al colegio a recuperar las Especies Eucarísticas reservadas en el sagrario de la capilla del noviciado, y así el día 25, fiesta de Santiago Apóstol, todos pudieron comulgar pasando de dos en dos a la habitación del P. Segura.
El día 26 un tal Pero Espuña y otros más del comité, llegaron a casa Llari para llevarse a los novicios y los postulantes y los repartieron entre otras casas del pueblo. Sólo quedaron cuatro novicios mayores acompañando a los religiosos.
La mañana del día 28, tres coches con gente armada llegaron al pueblo con intención de arrestar a los fascistas y sacerdotes que encontraran y enterados de que en Casa Llari había 4 religiosos, quisieron matarlos a todos. Por influencia del pueblo se salvaron, de momento el P. Oteiza y el Hermano Florentín, uno por enfermo y el otro por anciano.
A las 10 de la mañana entró uno de los forasteros procedente de Tarragona con uno del pueblo armados con fusiles y les dijo:

«Prepárense para ir a Arén a entregar personalmente los chicos a sus padres».

En las cartas que el P. Oteiza escribió días después al Padre provincial contaba lo siguiente de este momento:

«Nos dimos cuenta inmediatamente de que era un pretexto. El P. Manuel dijo:
- Voy a ponerme los zapatos.
Lo mismo hizo después el Hno. David. Nos abrazamos tiernamente y nos dijimos:
-¡Adiós, hasta el Cielo!
Radiantes de alegría se presentaron a los guardias, quienes les llevaron en coche hasta el lugar del suplicio. Y aún tuve ánimo para decirles:
-Cuando estén en el Cielo, rueguen por nosotros y por mí en particular.
-Lo haremos, contestaron».

Metieron en un coche al Padre Segura y al Hermano David camino de Purroy de la Solana y antes de llegar al pueblo les obligaron a bajar. Los fusilaron y los dejaron gravemente heridos. Luego rociaron sus cuerpos con gasolina y les prendieron fuego. Tuvieron que bajar a Gabasa a comprar más gasolina para poder terminar con la quema de los cuerpos.
El día 2 de agosto el P. Oteiza escribió una carta a los familiares del P. Segura para comunicarles lo sucedido, entre lo que dice lo siguiente:

«¡Viva Jesús, Rey inmortal de los Mártires!
Peralta de la Sal, 2 de agosto de 1936.
Sr. Maestro de Almonacid de la Sierra y familia dichosa del P. Manuel Segura.
Muy Sres. míos y de toda mi consideración:
Ante todo, les felicito con toda mi alma, porque Uds. tienen un hermano, un tío y yo un hermano Santo y Mártir, en toda la extensión de la palabra.
Voy, si puedo, a darles cuenta de lo ocurrido.
Que sepamos, yo soy el único sacerdote que queda con vida en todos estos pueblos; a mi me han liberado los vecinos del pueblo con la excusa de enfermo. El Señor no me ha juzgado digno del martirio. Adoremos sus justos juicios.
El día 23 de julio vino una turba de comunistas de Binéfar a bombardear el Colegio a las ocho y media; fuimos conducidos a una casa en calidad de presos del Comité comunista, constituido en todos los pueblos. En la cárcel nos trataron muy bien. Han saqueado el Colegio y, en particular, el cuarto del P. Manuel; si puedo les enviaré algún recuerdo aunque sea insignificante, porque todo lo arrebatan».

Y sigue en otro párrafo:

«Procuraré que se ponga alguna señal en el sepulcro o en el lugar del martirio.
Así es que no les doy el pésame, sino la más completa anhorabuena. Nada más les digo, porque la emoción me embarga. ¡Santos Mártires, rogad por nosotros!
El que escribe esto es el compañero y confesor del P.Manuel y antiguo Maestro de Novicios y confesor del Hno. David.
Saluda a todos cariñosamente su afectísimo y s. s. en Jesucristo que se congratula con Vds..,
Faustino Oteiza de la V. de los Dolores, escolapio.»

## Culto
Fue beatificado por el papa Juan Pablo II el 1 de octubre de 1995, junto al padre Dionisio Pamplona Polo y 11 compañeros mártires escolapios de Aragón. En la ceremonia, llevada a cabo en la plaza de San Pedro de la Ciudad del Vaticano, el pontífice destacó que «Dionisio Pamplona y sus compañeros mártires no son héroes de una guerra humana, sino educadores de la juventud, que por su condición de religiosos y maestros afrontaron su trágico destino como auténtico testimonio de fe».
La iglesia católica celebra la memoria del beato Manuel Segura el día 28 de julio. Es venerado en especial modo como Memoria obligatoria, en la Orden de los Clérigos Regulares de las Escuelas Pías.

## Enlaces
- Wikimedia Commons alberga una categoría multimedia sobre Manuel Segura López.
- Portal:Iglesia católica. Contenido relacionado con Iglesia católica.
- Scolopi
- Beato y mártir
- Santoral calasancio
- Grupo de escolapios beatificados el mismo día
- Archivo de las Escuelas Pías de Aragón

- Datos: Q29885040
- Multimedia: Scolopi / Q29885040